# Ekaterina Ryabova
Ekaterina Ryabova (Katia Ryabova), en russe : Екатерина Дмитриевна Рябова (Катя Рябова), née le 4 août 1997 à Chtchiolkovo (Russie), est une chanteuse russe. Elle vit à Yubileyny dans l'oblast de Moscou.
Elle participe pour la Russie au Concours Eurovision de la chanson junior en 2009 à Kiev (Ukraine) avec la chanson Malenkiy Prints (Le Petit Prince) et termine 2e ex aequo. Katia a retenté sa chance en 2011 au 9e Concours Eurovision de la Chanson Junior à Erevan (Arménie) avec sa chanson Kak Romeo i Julietta (Comme Roméo et Juliette), avec laquelle elle est arrivée 4e. Elle a été la première artiste à pouvoir se présenter une deuxième fois au Concours Eurovision de la chanson junior.